# 渡邉香織
渡邉 香織（わたなべ かおり、1990年6月25日 - ）は、日本のイラストレーター、アニメーター、ファッションモデル。東京都港区出身。foxco（フォクスコ）の名前で活動している。セント・フォース所属。

## 略歴
1990年6月25日生まれ、東京都港区出身。成城学園初等学校、成城学園中学校、カナダのオークベイ・ハイスクールを経て、2015年に慶應義塾大学総合政策学部を卒業。大学の一年間をフランスのパリにあるパンテオン・ソルボンヌ大学（パリ第一大学）芸術学部で過ごした。
大学卒業後には大手外資系IT企業にコンサルタントとして勤務し、その後大手外資系EC企業で広告営業の仕事に勤務。イラストはパリ留学中に描き始め、2016年冬から副業としてイラストレーターの仕事を開始し、2017年6月に会社を辞職し専業となった。2019年にはフジテレビの人気恋愛リアリティ番組であるテラスハウスに出演し、大きく知名度を上げた。
同年10月よりイギリスのロンドンにも拠点を置いている。2022年9月にはロンドン芸術大学大学院セントラル・セント・マーチンズへ進学し、2024年6月にキャラクター・アニメーション専攻の修士課程を修了した。

## 個展
- はじめましててん（neighboorhood and coffee by Starbucks 池尻2丁目店、2017年）
- WORKSHOP（Paddlers Coffee 代々木上原、2018年）
- INDEPENDENT DOGS（Paddlers Coffee 代々木上原、2019年）
- INDEPENDENT LINES（S01 Gallery 原宿、2019年）
- ALL THINGS PAPER Riso workshop with Before Breakfast（ロンドン、2019年）
- Notre Jardin（5450 THE GALLERY 南青山・ACE HOTEL 京都、2022年）
- KIOSK FOXCO（伊勢丹新宿店、2023年）
- The Longest Night（南青山 スパイラル・京都 新風館、2025年）

## 出演
- TERRACE HOUSE TOKYO 2019-2020（フジテレビ、2019年5月14日 - 10月22日）

## 掲載
- LomoAmigo「イラストレーター foxco212が Lomo'Instant Automatにお絵かき！」（Lomography Japan、2017年5月30日）[6]
- JJnet「素敵な同世代のリアルフェイス 第12回」（JJ、光文社、2017年9月5日）[7]
- TRILL「インスタで話題！ kinemaのタグイラスト可愛すぎ！描いてるのはモデルもやってる美人イラストレーター♡」（TRILL、2018年1月11日）[8]
- 慶應塾生新聞「慶大卒イラストレーター・foxcoさん 自分で人生を切り開く力」（慶應塾生新聞、2018年5月27日）[2]
- SHE likes「『好き』から逃げるな。譲れない未来を描く、イラストレーターfoxcoの人生観」（SHE likes、2018年10月1日）[9]
- USAGI ONLINE「いま会いたいあのひと。Vol.1 - 2」（USAGI、2019年10月18日 - 25日）[10][11]
- Elle Style Insider「渡邉香織さんの『これ買いました！』ときめきショッピング vol.1 - 4」（Elle girl、2020年10月5日 - 12月23日）[12][13]